# Fulya Türük
Fulya Türük est une joueuse de volley-ball turque née le 1er août 1988. Elle mesure 1,83 m et joue au poste de centrale. 

## Clubs
| Club                    | De        | À         |
| ----------------------- | --------- | --------- |
| Emlak TOKİ Ankara       | 2002-2003 | 2006-2007 |
| İller Bankası Ankara    | 2007-2008 | 2008-2009 |
| TED Ankara Kolejliler   | 2009-2010 | 2011-2012 |
| Sarıyer Belediyesi      | 2012-2013 | 2012-2013 |
| Ereğli Belediye         | 2013-2014 | 2013-2014 |
| Karayolları Spor Kulübü | 2014-2015 | 2015-2016 |
| Rota Koleji İzmir       | 2016-2017 | 2016-2017 |
| Numune SK Ankara        | 2017-2018 | …         |